# Histoire de la Géorgie (États-Unis)
 (septembre 2024).

## L'époque amérindienne et espagnole
La culture locale des Mound Builders, décrite par Hernando de Soto en 1540, a complètement disparu en 1560.
Le conflit entre l'Espagne et l'Angleterre commence en 1670, lorsque les Britanniques fondent la colonie de Caroline, dans la Caroline du Sud actuelle. À peu près un siècle plus tôt, les huguenots avaient essayé d'installer une colonie en Floride française, Charlesfort et fort Caroline, et les Espagnols avaient fondé les provinces missionnaires de Guale et Mocama sur la côte de la région. Après des décennies de combats, les habitants, aidés par les Amérindiens, détruisent le système des missions durant les invasions de 1702 et 1704. Après cette date, l'Espagne ne contrôle plus que St. Augustine et Pensacola; mais la Floride subit aussi des raids par la suite. La côte de Géorgie est donc occupée par les Amérindiens jusqu'à ce que la région soit dépeuplée au cours de la Guerre des Yamasse, en 1715-1716, après laquelle on y vit la possibilité d'ouvrir une colonie britannique, seulement concrétisée en 1733.

## La guerre de Yamasee

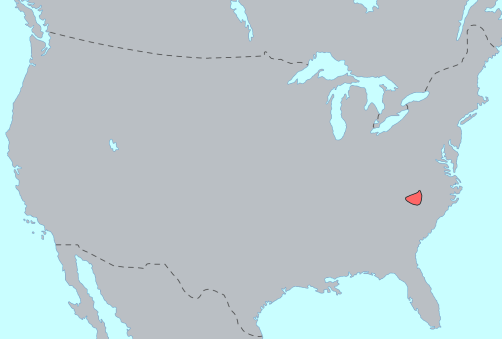
Les Catawba de Caroline sont l'une des tribus ayant participé à la guerre de Yamasee, à l'issue de laquelle la victoire des Blancs les enhardit à descendre vers le sud.

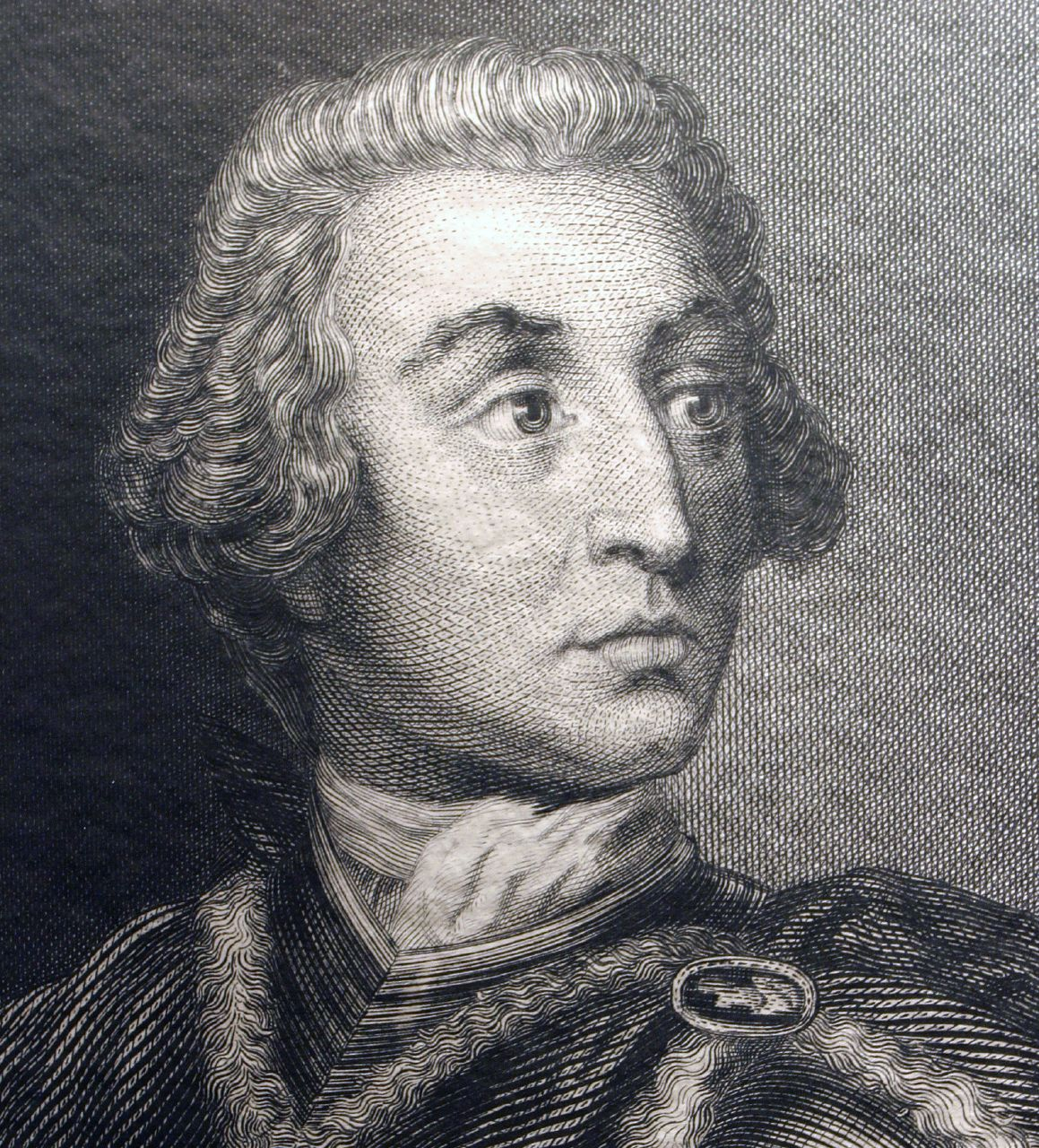
Le général James Edward Oglethorpe est envoyé créer une zone tampon entre les Caroline et les positions espagnoles et françaises.

La guerre de Yamasee de 1715-1717 entre les indiens et les habitants de la Caroline est le premier signe d'émigration vers la Géorgie, encore déserte. Cette guerre oppose les colons britanniques de la colonie de Caroline du Sud à différentes tribus amérindiennes dont les Yamasee, les Muscogee, les Cherokees, les Chicachas, les Catawba, les Apalaches, les Apalachicolas (en), les Yuchis, certains Shawnees, les Congarees, les Waxhaw (en), les Pee Dee, les Cape Fear, les Cheraw, et d'autres encore.

## Le fort de Savannah fondé en 1733 par un "Trustee"

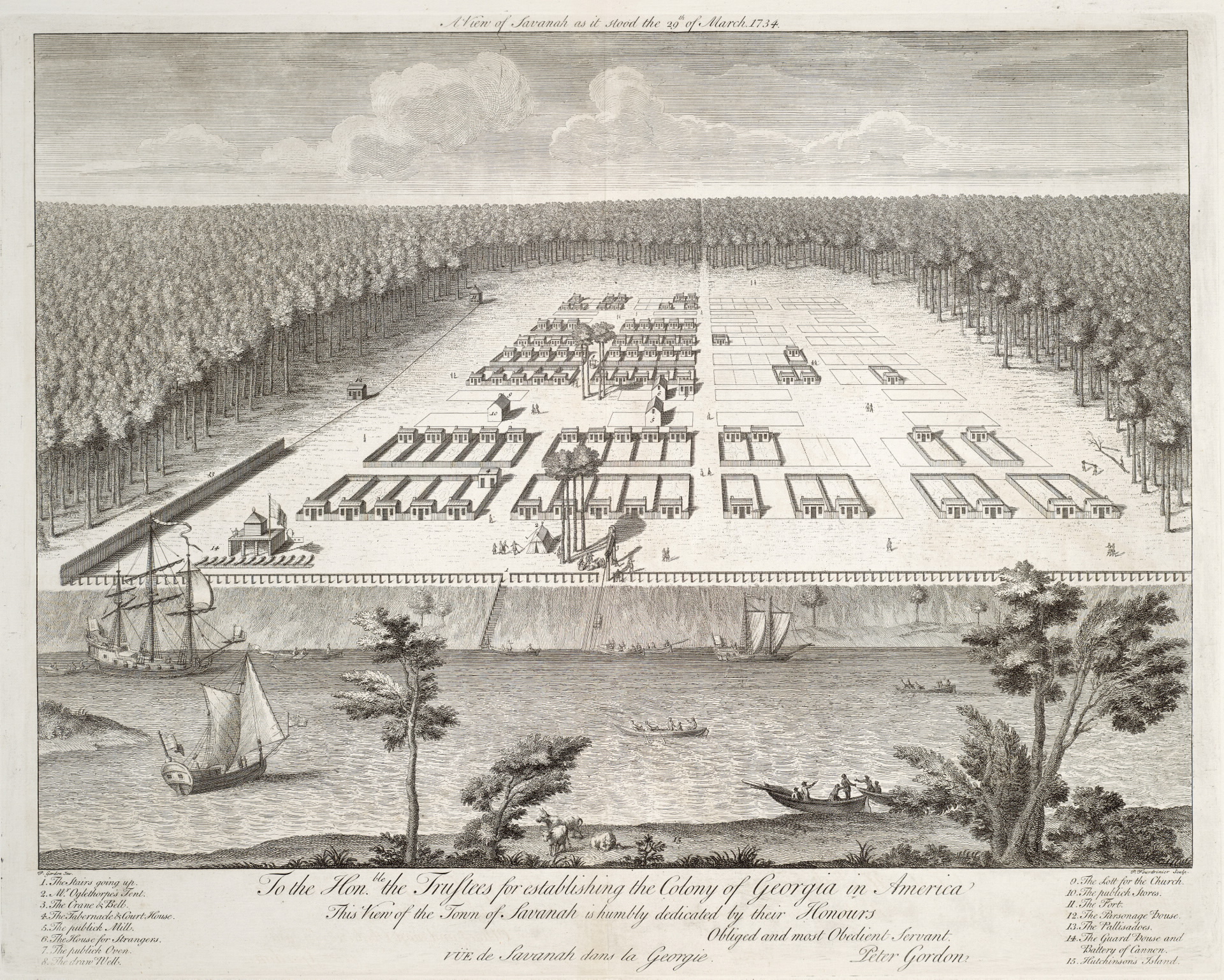
Savannah en 1734.

Une petite communauté d'origine suisse a tenté de s'installer au bord du fleuve Savannah en 1732 à Purrysburg, mais elle est devenue une ville fantôme. Lui succède un groupe de "trustee" idéalistes menés par James Oglethorpe qui crée cette colonie en 1732, liée à l'Independent Presbyterian Church, d'origine écossaise. Pour servir de glacis avec forts français et espagnols au sud, le Fort de Savannah est érigé en 1733 pour accueillir des emprisonnés en Angleterre pour dette. Juste à côté, la colonie écossaise de Darien (Géorgie)
d'origine presbytérienne, est fondée en janvier 1736 par 177 Écossais des Highlands (hommes, femmes et enfants) recrutés en tant que colons-soldats par le général James Oglethorpe. Elle tire son nom de la tentative échouée trente ans plus tôt, appelée Projet Darién, qui vit périr entre 1698 et 1700 la quasi-totalité des 2 500 Écossais s'étant installés dans l'isthme de Panama, face au Rendez-vous de l'île d'Or, où les pirates se réunissaient chaque année pour gagner le Pacifique par les rivières avec les Indiens Kunas. L'argent englouti dans ce projet échafaudé depuis quinze ans par Sir William Paterson, négociant parlementaire whig, représentait un cinquième du PIB[réf. nécessaire] écossais.
Son nom est un hommage au Roi George II de Grande-Bretagne. 
Le groupe de "trustee" idéalistes menés par James Oglethorpe qui crée cette colonie en 1732 établit un règlement interdisant l'esclavage. Le texte réserve le territoire aux personnes emprisonnées pour dettes. Elles n'ont que le droit d'exploiter pour leur compte, sans les posséder, des lots de 45 âcres chacun. L'importation d'alcool y est interdit.

### L'intense commerce avec les Creeks pour les peaux de daim
L’accroissement de la population européenne à partir du milieu du XVIIIe siècle met de la pression sur les tribus amérindiennes et en 1760 elle est trois fois plus importante en Géorgie qu’en Floride, ce qui amène les Amérindiens à dénoncer la cupidité des Blancs dans l’accaparement de terres.
Les tribus des Amérindiens pratiquaient le troc avec les Blancs, rendu complexe quand le volume des échanges a fait monter les prix. Les tentatives britanniques de réglementer ou même d’éliminer la monnaie de papier dans les colonies ont aggravé les problèmes, en raison de la pénurie de monnaie métallique qui a perduré jusqu'à la découverte d'or en Géorgie dans les années 1820.
Les Creeks, du sud et de l’ouest de la Géorgie, peuple le plus important de la confédération amérindienne, furent  avant la Guerre d'indépendance très impliqués dans le commerce avec la ville d'Augusta, où près d’un million de peaux de daims ont transité au cours du XVIIIe siècle. 
Ceux de l’aval sont proches des Espagnols en Floride tandis que ceux du nord demandent aux Français de bâtir un fort sur la rivière Alabama. Les Choctaws sont les meilleurs alliés des Français mais une de leurs tribus a choisi le camp des Anglais.

## L'autorisation d'acheter des esclaves en 1750
Un referendum de 1735 a d'abord interdit l'esclavage. Mais les récoltes expérimentales de vin et d'olive échouent et après six ans, certains demandent à pouvoir acheter des terres et des esclaves, mais ne l'obtiennent pas, l'esclavage n'étant finalement autorisé qu'en 1750, deux ans avant l'échéance du retour de la colonie à la Couronne. 
Une partie des trustee abandonne deux ans avant l'échéance de 1750. Ces premiers presbytériens écossais de Darien (Géorgie), étaient parvenus en 1735 à faire voter une loi interdisant l'esclavage. Mais en 1750, lors d'un nouveau scrutin, ils perdent face à une population grossie de colons de la Caroline. Dans le quart de siècle qui suit, la population noire passe de 500 à 18 000.
Le Roi en profite alors pour céder les bonnes terres à des planteurs de Caroline qui y transplantent des esclaves, et le sentiment des Blancs sur l'esclavage y reste mitigé comme en Virginie.
En 1775, la Géorgie compte quelque 35 000 habitants. 

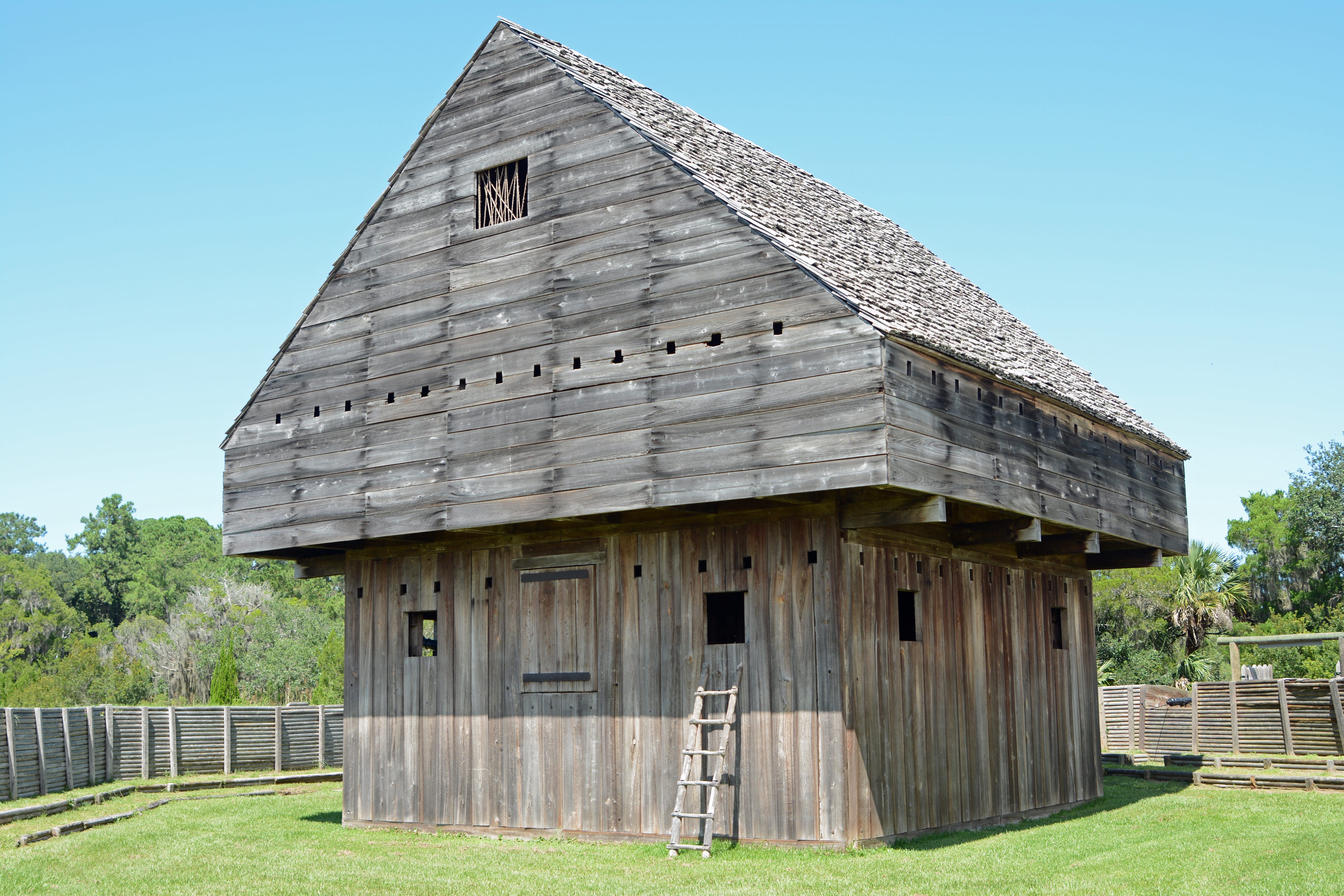
Fort King George, premier lieu de la future ville de Darien, où un referendum de 1735 a d'abord interdit l'esclavage.

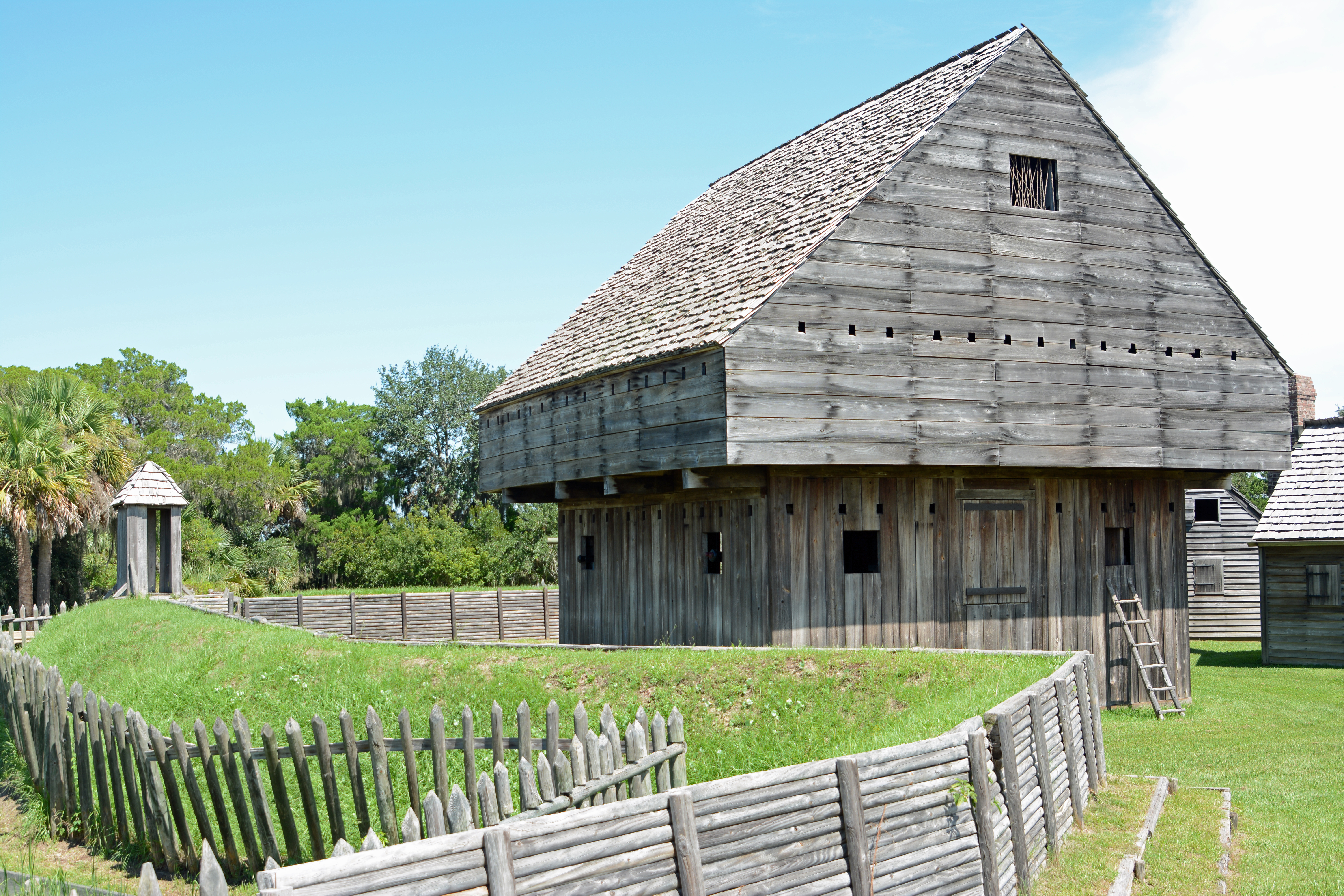
Fort King George.

La Géorgie importa de nombreux esclaves de différentes ethnies africaines pour ses plantations de riz puis de coton. Christianisés et rebaptisés, les esclaves de même ethnie seront séparés, ce qui va faciliter la pénétration de la langue anglaise. 
Entre 1765 et 1769, des terres sont offertes à treize colons sur les îles de Cumberland, qui deviendront des plantations de coton jouant un rôle historique dans le développement de cette culture aux États-Unis.
Il a fallu attendre 1765 pour que la population blanche atteigne 18 000 personnes et 1775 pour le seuil de 35 000 personnes.

## La guerre d'indépendance américaine

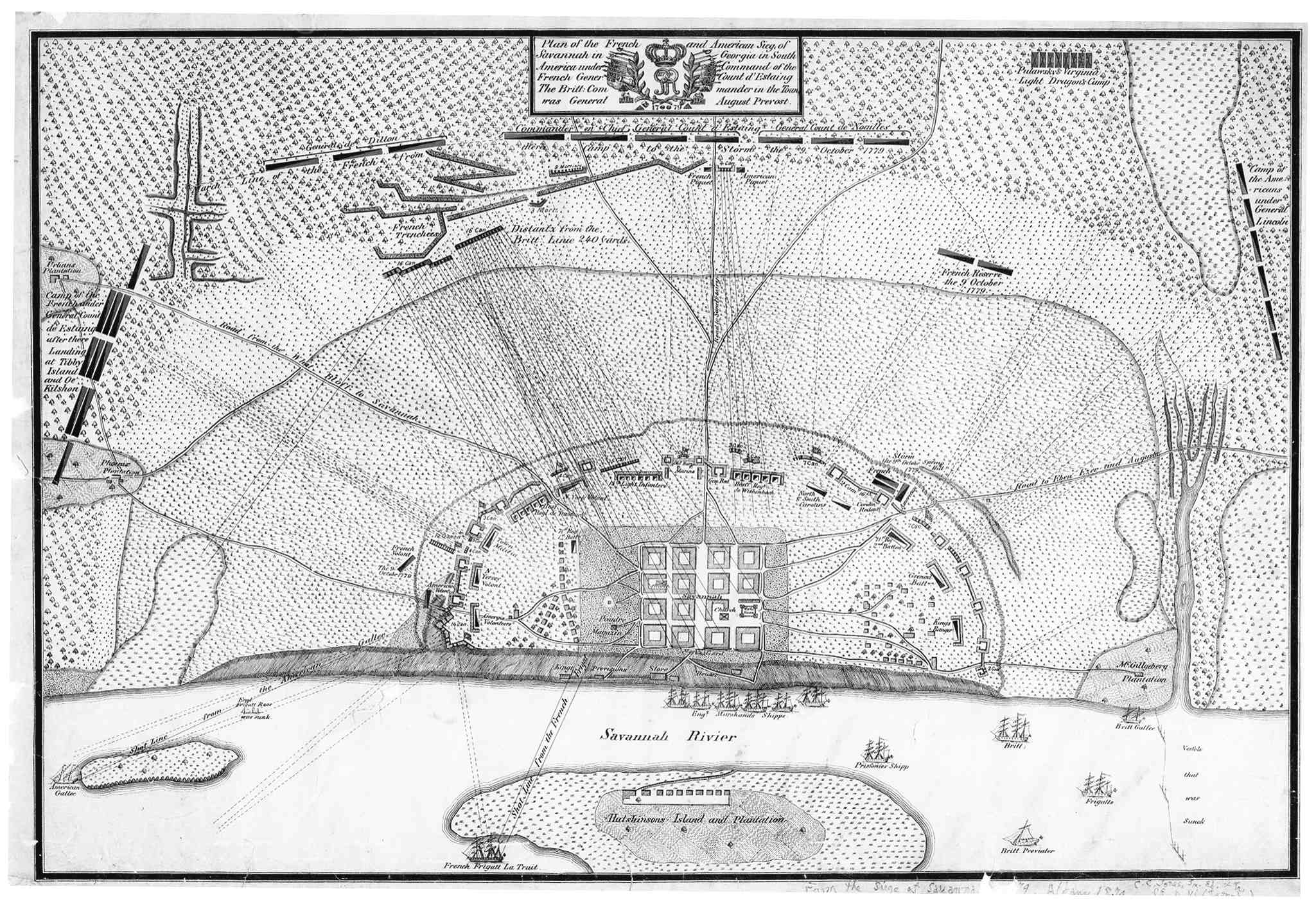
Plan du siège de Savannah. L'attaque française, menée en collaboration avec les Américains est un lourd échec. (Carte américaine de 1874, d'après un plan d'époque, Université de Géorgie)

Par la suite, la Géorgie devient l'une des treize colonies à se révolter contre les Britanniques durant la Guerre d'indépendance américaine. Elle est le quatrième État de l'Union le 2 janvier 1788.
La Georgie commence à se peupler entre 1750 et 1780, période d'expansion démographique dans les autres colonies de la Nouvelle-Angleterre et cette tendance va accélérer lorsque arriveront en masse les esclaves noirs. À partir de 1790 ont lieu les premiers recensements par ville et par états, au moment d'une polémique nationale sur l'opportunité d'étendre la colonisation à l'ouest. Il est alors décidé que le seuil de 60 000 habitants doit être atteint avant de créer un nouvel État. Malgré sa petite population, le Georgie sera admise dans l'Union. En 1790, l'Amérique blanche est encore très rurale, car les cinq premières agglomérations ne représentent que 136 000 habitants, soit seulement 5,5 % de la population, mais la Georgie a déjà la ville de Savannah. Au moment de la Guerre d'indépendance américaine, la Georgie est encore marginale mais la région est le théâtre de conflits militaires, en particulier le Siège de Savannah. La ville a dans un premier temps été capturée par le corps expéditionnaire britannique du lieutenant-colonel Archibald Campbell. La tentative franco-américaine de reprise de Savannah, du 16 septembre 1779 au 18 octobre 1779, culmine en intensité le 9 octobre 1779, lorsque échoue un assaut majeur contre les Britanniques, ceux-ci conservant le contrôle de la Géorgie jusqu'en 1782. Trois mille cinq cents hommes de troupes françaises dont ceux du corps expéditionnaire des Chasseurs volontaires de Saint-Domingue avec le lieutenant Jean-Baptiste Bernard de Vaublanc, une légion de plus de 500 gens de couleur de Saint-Domingue, combattirent du côté franco-américain lors du siège, conduits par le comte d'Estaing et le général Lincoln. Les troupes américaines comptaient six cents combattants des troupes continentales et trois cent cinquante de la milice de Charleston. 
| Année            | Population en 1750 | Population en 1780 | Position en 1780 |
| Virginie         | 180 000 habitants  | 538 000 habitants  | 1er en 1780      |
| Pennsylvanie     | 85 000 habitants   | 327 000 habitants  | 2e en 1780       |
| Caroline du Nord | 51 000 habitants   | 270 000 habitants  | 3e en 1780       |
| Massachusetts    | 188 000 habitants  | 260 000 habitants  | 4e en 1780       |
| Maryland         | 116 000 habitants  | 245 000 habitants  | 5e en 1780       |
| Connecticut      | 111 000 habitants  | 206 000 habitants  | 6e en 1780       |
| New York         | 76 000 habitants   | 210 000 habitants  | 7e en 1780       |
| Caroline du Sud  | 45 000 habitants   | 180 000 habitants  | 8e en 1780       |
| New Jersey       | 51 000 habitants   | 139 000 habitants  | 9e en 1780       |
| Rhode Island     | 33 000 habitants   | 52 000 habitants   | 10e en 1780      |
| New Hampshire    | 27 000 habitants   | 87 000 habitants   | 11e en 1780      |
| Géorgie          | 5 200 habitants    | 56 000 habitants   | 12e en 1780      |
| Maine            | 0 habitant         | 49 000 habitants   | 13e en 1780      |
| Vermont          | 0 habitant         | 47 000 habitants   | 14e en 1780      |
| Delaware         | 19 000 habitants   | 45 000 habitants   | 15e en 1780      |
| Kentucky         | 0 habitant         | 45 000 habitants   | 16e en 1780      |
| Tennessee        | 0 habitant         | 10 000 habitants   | 17e en 1780      |

## La loi de 1793 interdisant d'importer des esclaves
La part de la population noire chute de 45,2 % à 36,1 % en Géorgie pendant la guerre d'indépendance, 7 000 des 21 000 noirs en profitant pour s'échapper. En 1790, les noirs ne sont que 29 264 au total et en 1793 l'assemblée fait passer une loi prohibant leur importation, mais il faut attendre 1798 pour qu'elle puisse prendre effet avec le vote d'une constitution de l'État. La loi est ignorée par les planteurs, car dès la fin des années 1790, les plantations de coton, inexistantes jusque-là, explosent, grâce à la machine à trier inventée par Eli Whitney en 1793 sur la plantation de Savannah River. Dès 1800, l'État compte 59 699 esclaves.

## L'ère de la grande production cotonnière

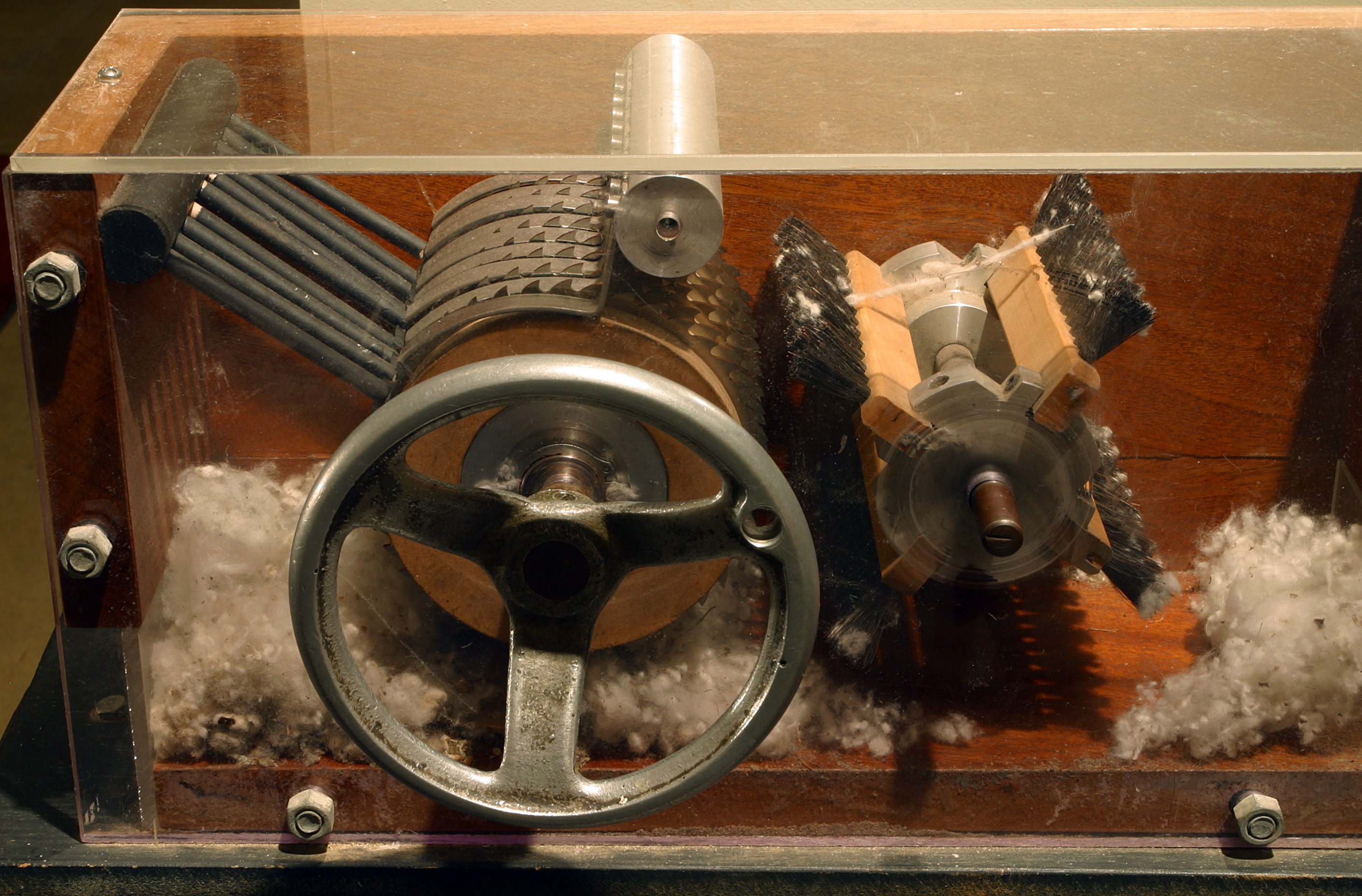
Photo de la machine d'Eli Whitney, au "Whitney Museum.

La production de coton a été multipliée par 20 entre 1791 et 1801 en Géorgie, passant de 2 à 48 millions de livres, grâce à une nouvelle variété cultivée sur l'île de Sapelo, le Sea Island cotton et à l'invention de la machine à égrener le coton par Eli Whitney en 1793.
Whitney met au point une machine à trier les fibres de coton des semences, dans le comté de Chatham, le long du fleuve Savannah. Les planteurs de coton, d'abord installés sur l'île de Sapelo et dans l'archipel de Beaufort en Caroline du Sud vont migrer au cours des années 1790 et 1800 en remontant le fleuve Savannah vers la ville d'Augusta et la rivière Ocmulgee vers le fort Benjamin Hawkins, du nom du colonel Benjamin Hawkins (1754-1816), construit en 1806 pour tenir en respect indiens creek sur un site urbain qui devient en 1823 la ville de Macon, nommée d'après l'homme d'État de Caroline du Sud Nathaniel Macon.
Le nombre d'esclaves double à nouveau dans la décennie des années 1800 pour atteindre 105 218 en 1810. Près de 48 000 d'entre eux sont importés d'Afrique au cours de cette période, puis d'autres des plantations de la Chesapeake, en Virginie. 
Les esclaves sont 140 656 en 1820 et 280 944 en 1840 puis 462 000 en 1860, sur de grandes exploitations dont le propriétaire est souvent absent.
| Année               | 1790   | 1800   | 1810    | 1820    | 1840    | 1860    |
| Esclaves en Géorgie | 29 200 | 59 700 | 105 000 | 141 000 | 281 000 | 462 000 |

## La guerre de 1812

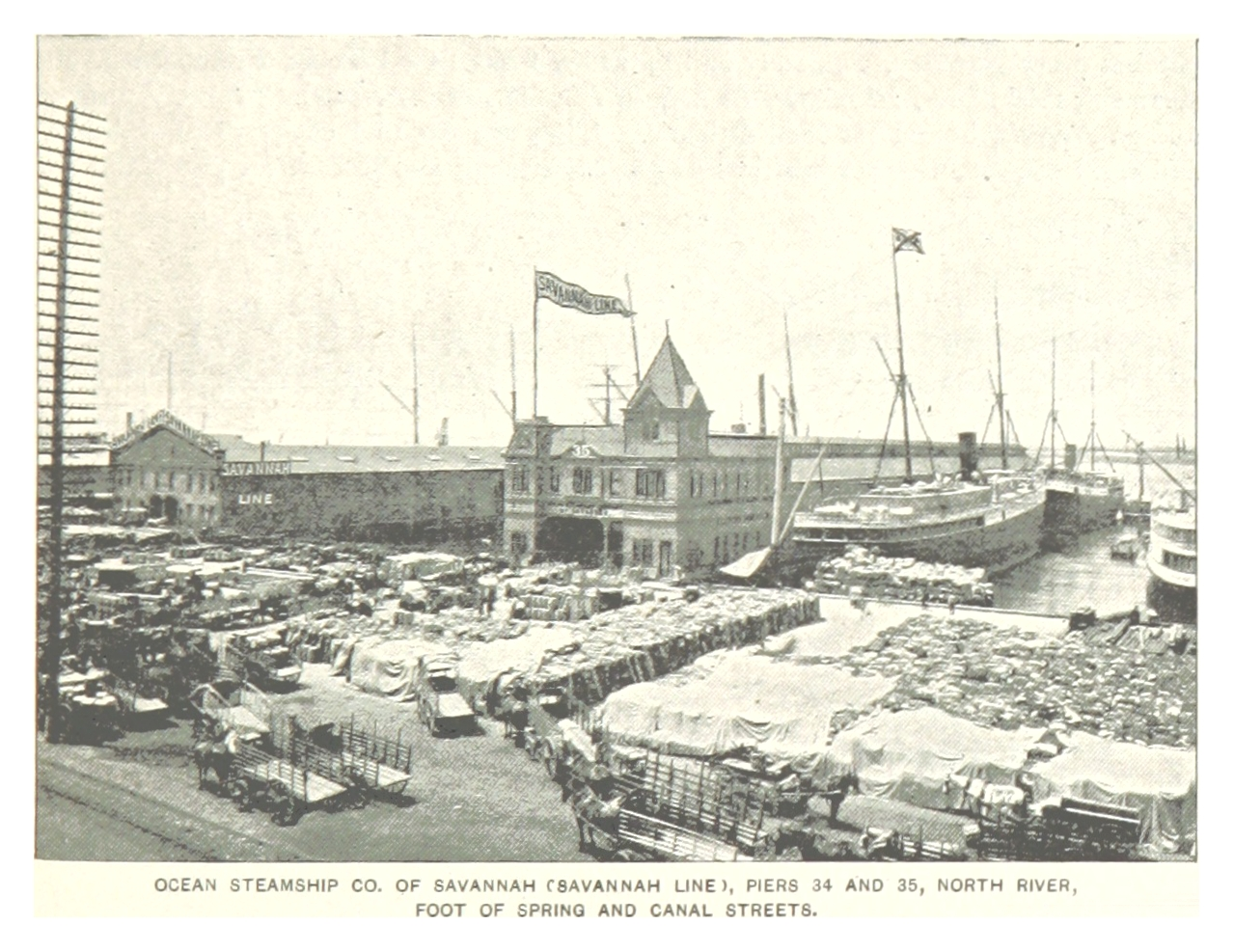
Le Savannah Terminal à New York City en 1893

Le fort a servi lors de la guerre de 1812 de frontière pour les colons combattants contre les Amérindiens et les Britanniques. Les Amérindiens Creek de la réserve s'étendant à l'ouest sont incités à se transformer en planteurs de coton et sont exposés aux pressions croissantes des planteurs de coton blancs qui souhaitent leur racheter leurs terres. 
Plusieurs douzaines de familles blanches vivent dès cette époque autour du montfort. En 1823, une loterie aboutit à la distribution de terres puis en dix ans à l'installation de 3 000 familles produisant 69 000 balles de coton, dans ce qui est devenu la ville de Macon.
Une loterie est ouverte dès 1805 dans le comté de Morgan, qui compte en 1820 une population de 13 000 habitants dont 6 000 noirs.
Dès 1820, 80 % des esclaves de Géorgie vivent dans l'intérieur des terres, appelées aussi hautes terres, et huit des comtés ces hautes terres ont une population majoritairement noire, dans un vaste mouvement de population comparable à ce qui se passe à la même époque avec l'Alabama fever. Dès 1790, la part des noirs dans la population passe d'un tiers à deux tiers.
À  partir de 1828, la Géorgie connut la première ruée vers l'or des États-Unis, épisode qui conduisit à la déportation forcée des tribus Cherokees.

## La guerre de Sécession
Pour un article plus général, voir guerre de Sécession.
Le 19 janvier 1861, la Géorgie fait sécession de l'Union, rejoignant la nouvelle Confédération en février. La solidarité la Confédération contre les Yankees fut forte en 1861-1863. Cependant, la désillusion s'installe en 1863, avec des tensions de classe de plus en plus graves, des émeutes alimentaires, des désertions et une activité unioniste croissante dans la région montagneuse du nord de l'État.

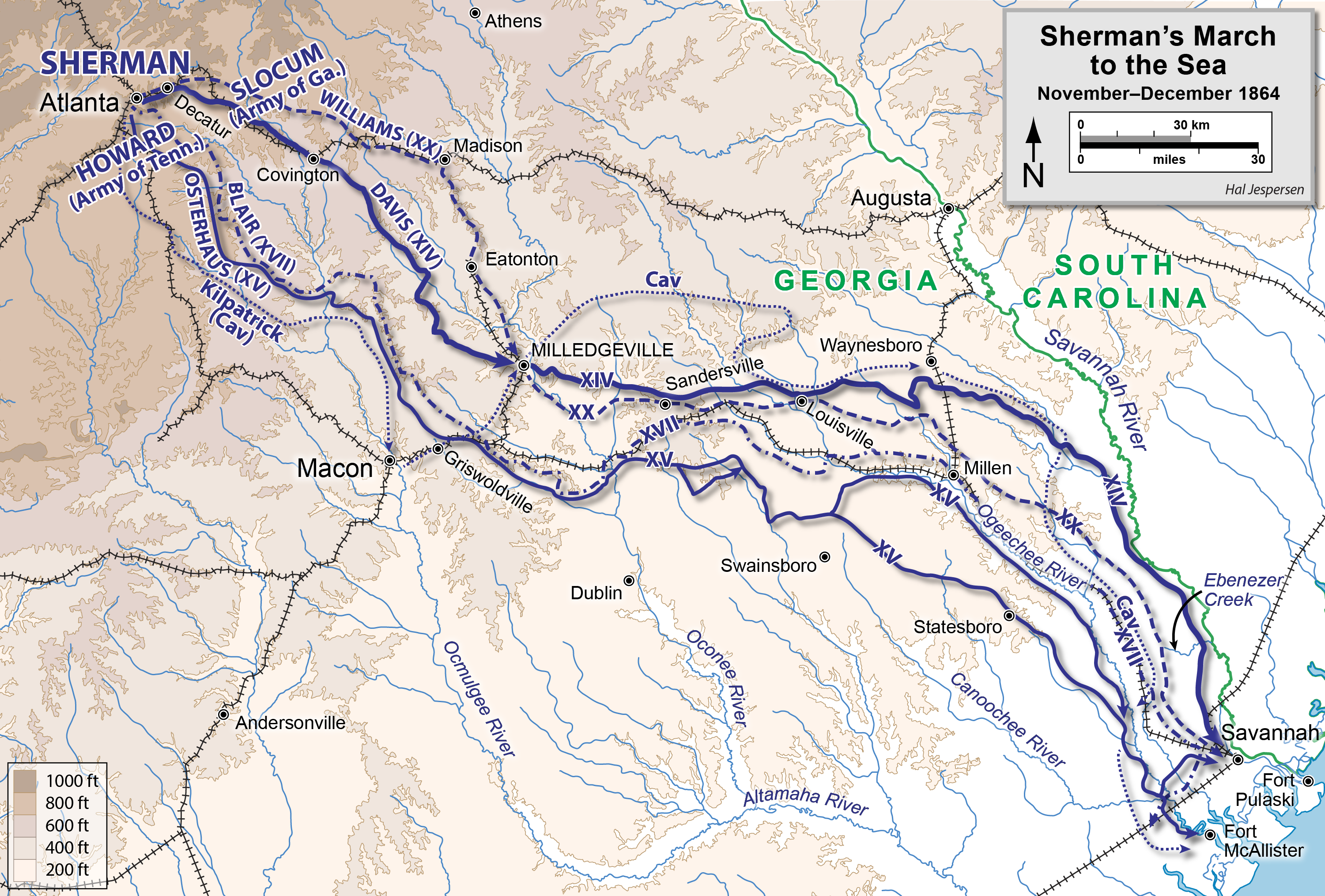
Marche de Sherman vers la mer 1864.

La Géorgie envoya cent mille soldats dans l'Union Army, principalement en Virginie.
La première grande bataille en Géorgie fut une victoire confédérée à la bataille de Chickamauga en 1863. Ce fut la dernière grande victoire confédérée dans l'Ouest. Après la Proclamation d'émancipation du président Abraham Lincoln de janvier 1863, les esclaves commencèrent à quitter les plantations pour rejoindre les lignes de l'Union et gagner la liberté. En 1864, les armées de William T. Sherman envahissent la Géorgie dans le cadre de la campagne d'Atlanta. Le général confédéré Joseph E. Johnston a mené une série de batailles, la plus importante étant la bataille de Kennesaw Mountain, pour retarder le plus longtemps possible sa retraite vers Atlanta. Le remplaçant de Johnston, le général John Bell Hood, tenta plusieurs contre-attaques infructueuses à la bataille de Peachtree Creek et à la bataille d'Atlanta, mais Sherman s'empara de la ville le 2 septembre 1864.
En novembre, Sherman commença sa célèbre Marche vers la mer, vivant sur le pays, brûlant des plantations, détruisant des chemins de fer et tuant le bétail. Des milliers d'esclaves évadés ont suivi ses troupes à travers la région alors qu'il entrait à Savannah le 22 décembre. La marche de Sherman a été dévastatrice pour la Géorgie et la Confédération économiquement et psychologiquement. Son armée détruit 480 km de ligne de chemin de fer, de nombreux ponts et des milliers de lignes télégraphiques. 
La campagne de guerre totale de Sherman s'étendit aux civils géorgiens. En juillet 1864, pendant la campagne d'Atlanta, le général Sherman ordonna à environ 400 travailleurs de l'usine de filature de Roswell, pour la plupart des femmes, arrêtés comme traîtres et envoyés comme prisonniers dans le Nord avec leurs enfants.
Le souvenir de la Marche de Sherman est devenu emblématique et au cœur du mythe de la cause perdue. La crise a été le cadre du roman de Margaret Mitchell de 1936 Autant en emporte le vent et du film  éponyme.

## La Reconstruction
Pour un article plus général, voir Reconstruction (États-Unis).
Les dégâts causés par les batailles, les destructions des plantations et les conditions météorologiques misérables ont eu un effet désastreux sur la production agricole avant la fin de la guerre. La production de la principale culture de l'État, le coton, est passée de plus de 700 000 balles en 1860 à moins de 50 000 en 1865, tandis que les récoltes de maïs et de blé étaient également maigres. Après la guerre, l'État subventionne la construction de nouvelles lignes de chemin de fer afin d'améliorer les infrastructures et les connexions aux marchés. L'utilisation d'engrais a permis la reprise de la production de coton dans le centre de la Géorgie, mais les plantations de riz côtières ne se sont jamais remises de la guerre.
Au début de la période de reconstruction , la Géorgie comptait plus de 460 000 hommes libres. Les esclaves représentaient 44 % de la population de l'État en 1860. Après la guerre civile, de nombreux anciens esclaves ont déménagé des zones rurales à Atlanta, où les possibilités économiques étaient meilleures. D'autres migrations concernaient des Noirs qui se déplaçaient des plantations vers les petites villes et les communautés adjacentes. Une nouvelle agence fédérale, le Freedmen's Bureau, a aidé les Noirs à négocier des contrats de travail et à créer des écoles et des églises. Les planteurs de la région ont lutté ont résisté contre cette main-d'œuvre rémunérée qu'ils ont essayé de contrôler par les codes noirs.
La décision d'Andrew Johnson de rétablir les anciens États confédérés dans l'Union, sans exigences en matière de changement politique, a été critiquée par les républicains radicaux au Congrès. En mars 1867, le Congrès adopta la première Loi sur la reconstruction pour placer le Sud sous occupation et régime militaire. Avec l'Alabama et la Floride, la Géorgie a été inclus dans le troisième district militaire, sous le commandement du général John Pope. Le régime militaire a duré moins d'un an. Il a supervisé les premières élections au cours desquelles les hommes noirs pouvaient voter. En 1867, la liste électorale comprenait 102 000 Blancs et 99 000 Noirs. Les républicains radicaux au Congrès exigeaient des ex-confédérés qu'ils prêtent un serment de loyauté ou qu'ils soient empêchés d'exercer leurs fonctions. La législature était contrôlée par une coalition biraciale de libérés nouvellement émancipés, de Nordistes(carpetbaggers)et de Sudistes blancs (qualifiés de scalawags de manière désobligeante). Ces derniers étaient pour la plupart d'anciens Whigs qui s'étaient opposés à la sécession.
En juillet 1868, l'Assemblée générale nouvellement élue a ratifié le quatorzième amendement ; un gouverneur républicain, Rufus Bullock, a été désigné, et la Géorgie a été réadmise à l'Union. Les démocrates de l'État, y compris les anciens dirigeants confédérés Robert Toombs et Howell Cobb, se sont réunis à Atlanta pour dénoncer la reconstruction. En septembre, les républicains blancs se sont joints aux démocrates pour expulser les trente-deux législateurs noirs de l'Assemblée générale. Refusant d'abandonner leur domination sociale, certains ex-confédérés ont organisé des groupes paramilitaires, en particulier sous l'influence du Ku Klux Klan. 
L'activité des groupes politiques opposés à la reconstruction a incité les républicains et d'autres à demander le retour du pouvoir militaire. La Géorgie fut l'un des deux seuls États ex-confédérés à voter contre Ulysses S. Grant à l'élection présidentielle de 1868. En mars 1869, la législature de l'État revient sur la ratification du Quinzième amendement.
Le même mois, le Congrès américain, en raison de fraudes électorales, a interdit aux représentants de la Géorgie de prendre leurs sièges. Cela aboutit à rétablissement du régime militaire en décembre 1869. En janvier 1870, le général Alfred H. Terry, dernier commandant général du troisième district, purge l'Assemblée générale des ex-confédérés. Il les remplaça par des candidats républicains et rétablit les législateurs noirs expulsés. Cette Assemblée générale imposée militairement avait une large majorité républicaine.
En février 1870, la nouvelle législature a ratifié à nouveau le quinzième amendement et a choisi ses sénateurs à envoyer à Washington. Le 15 juillet, la Géorgie est devenue le dernier ancien État confédéré réadmis dans l'Union. Après la fin du régime militaire, les démocrates ont remporté des majorités écrasantes dans les deux chambres de l'Assemblée générale, aidés par la violence électorale et la fraude.

## Source
- (en) Cet article est partiellement ou en totalité issu de l’article de Wikipédia en anglais intitulé « History of Georgia (U.S. state) » (voir la liste des auteurs).